# Марк Ґорскі
Марк Ґорскі (англ. Mark Gorski, 6 січня 1960) — американський велогонщик.
Олімпійський чемпіон 1984 року в індивідуальному спринті.
Срібний призер Панамериканських ігор 1987 року в індивідуальному спринті.